# Landkreis Soltau
Der Landkreis Soltau war bis 1977 ein Landkreis in Niedersachsen.

## Geographie
Der Landkreis grenzte Anfang 1977 im Uhrzeigersinn im Norden beginnend an die Landkreise Harburg, Lüneburg, Uelzen, Celle, Fallingbostel und Rotenburg (Wümme).

## Geschichte
| Lage des Kreises Soltau in der Provinz Hannover (1905) | Lage des Kreises Soltau in der Provinz Hannover (1905) |
| ------------------------------------------------------ | ------------------------------------------------------ |
|                                                        |                                                        |

Der Landkreis Soltau wurde 1885 aus dem Amt Soltau gebildet. Der Sitz der Kreisverwaltung war in der Stadt Soltau. 
Vom 1. Oktober 1932 bis zum 1. Oktober 1933 waren die Landkreise Fallingbostel und Soltau vorübergehend unter dem Namen Landkreis Fallingbostel (später geändert in Fallingbostel-Soltau) zusammengeschlossen.
Am 1. August 1938 wurde die Gemeinde Bockel aus dem Landkreis Fallingbostel in den Landkreis Soltau umgegliedert.
Die Gebietsreform in Niedersachsen begann im Landkreis Soltau am 1. Februar 1971, als Alvern, Ilster, Oerrel, Töpingen und Trauen in die Stadt Munster eingemeindet wurden. Am 1. Juli 1972 wurden Breloh sowie die Gemeinde Lopau aus dem Landkreis Uelzen ebenfalls in die Stadt Munster eingemeindet. Durch das Gesetz zur Neugliederung der Gemeinden im Raum Soltau/Fallingbostel sowie die Verordnung über die Neubildung der Gemeinde Bispingen wurden im März 1974 zahlreiche Gemeinden des Landkreises zusammengeschlossen. Dabei kam außerdem die Gemeinde Woltem aus dem Landkreis Fallingbostel zur Stadt Soltau. Insgesamt verringerte sich durch die Gebietsreform die Zahl der Gemeinden des Landkreises von 58 im Jahre 1970 auf sechs im Jahre 1974.
Bei der niedersächsischen Kreisreform wurde der Landkreis am 1. August 1977 zusammen mit dem Landkreis Fallingbostel Teil des Landkreises Soltau-Fallingbostel, der seit dem 1. August 2011 Heidekreis heißt.

## Bevölkerungsentwicklung
| Jahr | Einwohner |
| ---- | --------- |
| 1885 | 16.078    |
| 1905 | 21.066    |
| 1925 | 25.275    |
| 1933 | 26.918    |
| 1939 | 33.817    |
| 1946 | 57.485    |

| Jahr | Einwohner |
| ---- | --------- |
| 1950 | 64.480    |
| 1956 | 57.946    |
| 1961 | 59.335    |
| 1970 | 65.113    |
| 1977 | 66.000    |

## Landräte
- 1885–1888 Carl Wellenkamp
- 1888–1889 Karl von Marcard
- 1889–1901 Wilhelm Heinichen
- 1901–1907 Carl Ludwig Kleine
- 1907–1925 Axel von Rappard
- 1925–1933 Johann Justus Duvigneau[8]
- 1933–1944 Paul von Hodenberg
- 1944–?000 Hans Waldow Ritzler in Harburg (vertretungsweise)
- 1945–1946 Heinrich Marquardt
- 1948–?000 Walter Möhlmann (DP)
- 1964–1977 Wolfgang Buhr (CDU)

## Gemeinden
Die folgende Liste enthält alle Gemeinden, die jemals dem Landkreis Soltau angehörten, sowie alle Eingemeindungen:
| Gemeinde                        | eingemeindet nach | Datum der Eingemeindung |
| ------------------------------- | ----------------- | ----------------------- |
| Ahlften                         | Soltau            | 1. März 1974            |
| Alvern                          | Munster           | 1. Februar 1971         |
| Behningen                       | Neuenkirchen      | 1. März 1974            |
| Behringen                       | Bispingen         | 16. März 1974           |
| Bispingen                       |                   |                         |
| Bockel (seit 1938 im Landkreis) | Wietzendorf       | 1. März 1974            |
| Borstel in der Kuhle            | Bispingen         | 1. März 1974            |
| Breloh                          | Munster           | 1. Juli 1972            |
| Brochdorf                       | Neuenkirchen      | 1. März 1974            |
| Brock                           | Soltau            | 1. März 1974            |
| Deimern                         | Soltau            | 1. März 1974            |
| Delmsen                         | Neuenkirchen      | 1. März 1974            |
| Dittmern                        | Soltau            | 1. März 1974            |
| Ehrhorn                         | Schneverdingen    | 1. März 1974            |
| Gilmerdingen                    | Neuenkirchen      | 1. März 1974            |
| Grauen                          | Neuenkirchen      | 1. März 1974            |
| Großenwede                      | Schneverdingen    | 1. März 1974            |
| Harber                          | Soltau            | 1. März 1974            |
| Heber                           | Schneverdingen    | 1. März 1974            |
| Hörpel                          | Behringen         | 1. März 1974            |
| Hötzingen                       | Soltau            | 1. März 1974            |
| Hützel                          | Bispingen         | 16. März 1974           |
| Ilhorn                          | Neuenkirchen      | 1. März 1974            |
| Ilster                          | Munster           | 1. Februar 1971         |
| Insel                           | Schneverdingen    | 1. März 1974            |
| Langeloh                        | Schneverdingen    | 1. März 1974            |
| Leitzingen                      | Soltau            | 1. März 1974            |
| Lünzen                          | Schneverdingen    | 1. März 1974            |
| Marbostel bei Soltau            | Soltau            | 1. März 1974            |
| Marbostel bei Wietzendorf       | Wietzendorf       | 1. März 1974            |
| Meinern                         | Soltau            | 1. März 1974            |
| Meinholz                        | Wietzendorf       | 1. März 1974            |
| Mittelstendorf                  | Soltau            | 1. März 1974            |
| Moide                           | Soltau            | 1. März 1974            |
| Munster, Stadt                  |                   |                         |
| Neuenkirchen                    |                   |                         |
| Oeningen                        | Soltau            | 1. März 1974            |
| Oerrel                          | Munster           | 1. Februar 1971         |
| Reddingen                       | Wietzendorf       | 1. März 1974            |
| Schneverdingen, Stadt           |                   |                         |
| Schülern                        | Schneverdingen    | 1. März 1974            |
| Schwalingen                     | Neuenkirchen      | 1. März 1974            |
| Soltau, Stadt                   |                   |                         |
| Sprengel                        | Neuenkirchen      | 1. März 1974            |
| Steinbeck (Luhe)                | Bispingen         | 16. März 1974           |
| Suroide                         | Wietzendorf       | 1. März 1974            |
| Tetendorf                       | Soltau            | 1. März 1974            |
| Tewel                           | Neuenkirchen      | 1. März 1974            |
| Töpingen                        | Munster           | 1. Februar 1971         |
| Trauen                          | Munster           | 1. Februar 1971         |
| Volkwardingen                   | Behringen         | 1. März 1974            |
| Wesseloh                        | Schneverdingen    | 1. März 1974            |
| Wiedingen                       | Soltau            | 1. März 1974            |
| Wietzendorf                     |                   |                         |
| Wilsede                         | Behringen         | 1. März 1974            |
| Wintermoor                      | Schneverdingen    | 1. März 1974            |
| Wolterdingen                    | Soltau            | 1. März 1974            |
| Zahrensen                       | Schneverdingen    | 1. März 1974            |

Bis zu ihrer Auflösung in den 1920er Jahren bestanden im Landkreis Soltau außerdem die unbewohnten Forstbezirke Druhwald und Wintermoor.

## Kfz-Kennzeichen
Am 1. Juli 1956 wurde dem Landkreis bei der Einführung der bis heute gültigen Kfz-Kennzeichen das Unterscheidungszeichen SOL zugewiesen. Es wurde bis zum 4. April 1978 ausgegeben.